# Aspidelaps scutatus
Aspidelaps scutatus är en ormart som beskrevs av Smith 1849. Aspidelaps scutatus ingår i släktet Aspidelaps och familjen giftsnokar.
Arten förekommer i södra Afrika från Namibia till Moçambique och till norra Sydafrika. Arten är ytterst giftig och har orsakat åtminstone ett dödsfall bland människor. Honor lägger ägg.

## Underarter
Arten delas in i följande underarter:
- A. s. bachrani
- A. s. fulafulus
- A. s. intermedius
- A. s. scutatus